# Bridgestone
Bridgestone Corporation (jap. 株式会社ブリヂストン Kabushiki-gaisha Burijisuton) – największy producent wyrobów gumowych i opon na świecie. Przedsiębiorstwo zostało założone w 1931 roku przez Shōjirō Ishibashiego w mieście Kurume w Japonii.

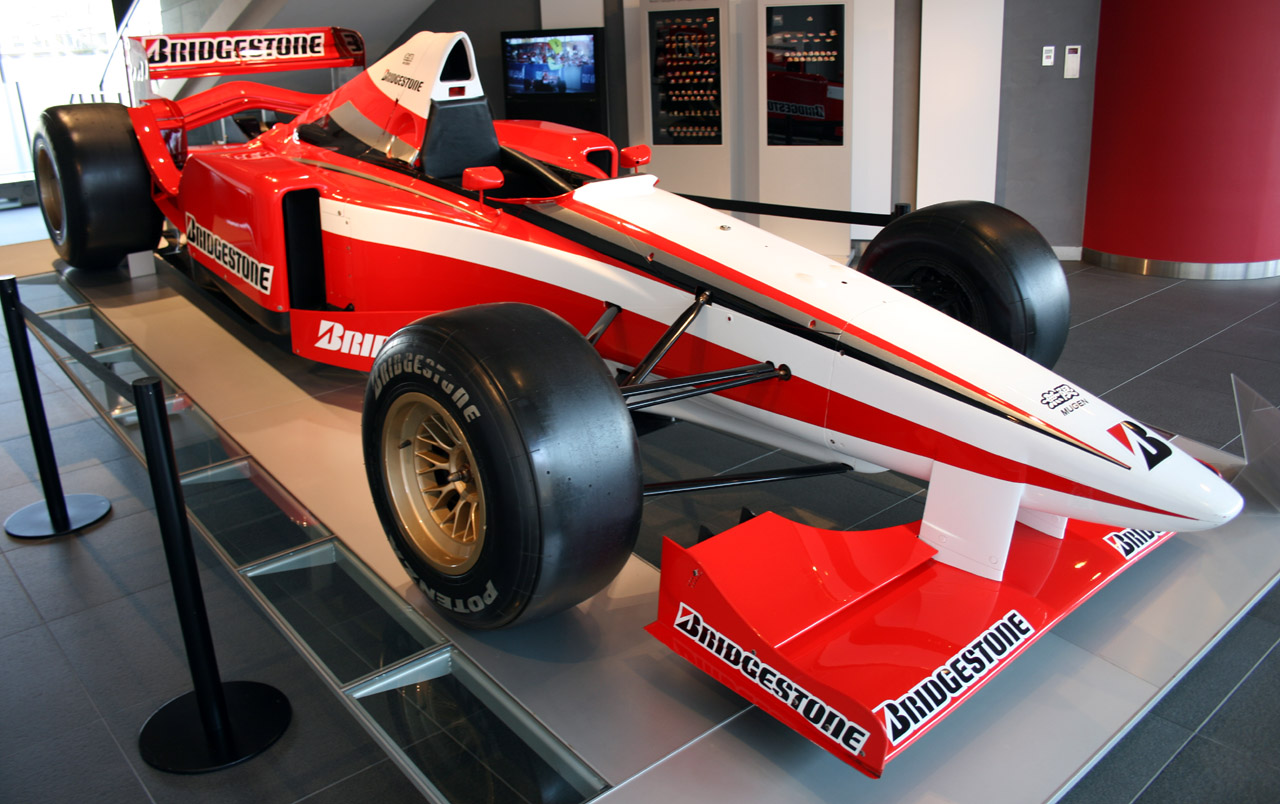

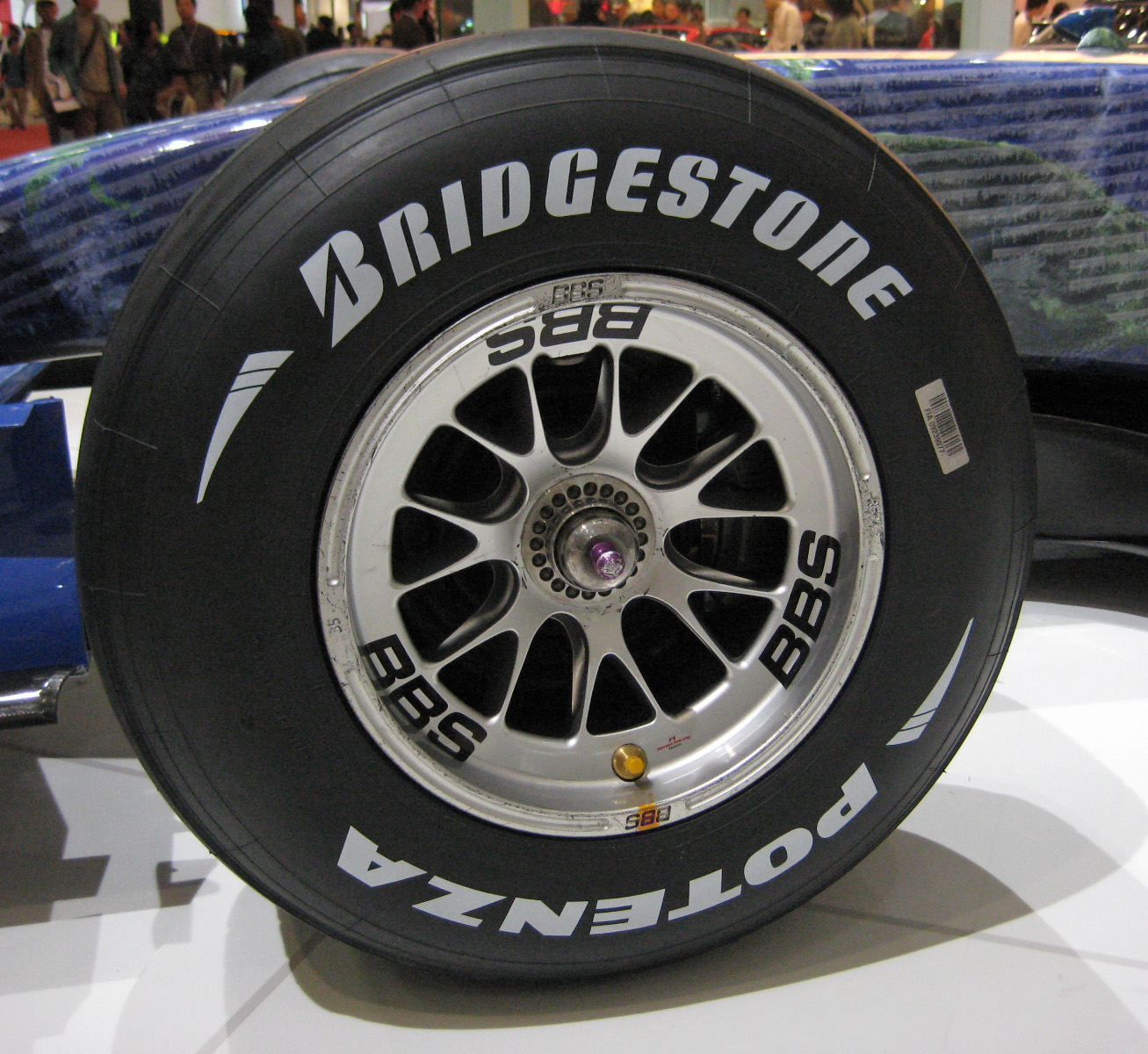
Opona Formuły 1 – Bridgestone Potenza

Nazwa Bridgestone pochodzi z dosłownego tłumaczenia z języka japońskiego na angielski nazwiska założyciela, a następnie przestawienia i połączenia wyrazów. Nazwisko Ishibashi oznacza stone bridge (kamienny most) co po przestawieniu i połączeniu daje nazwę przedsiębiorstwa. Bridgestone jest największym producentem opon na świecie. Zajmuje trzecie miejsce wśród przedsiębiorstw na rynku Ameryki Północnej, przegrywając tylko z pozostałą pierwszą dwójką z „Wielkiej Trójcy” producentów ogumienia, tj.: Michelin oraz Goodyear Tire and Rubber Company. Marki opon produkowane przez koncern Bridgestone: Bridgestone, Firestone, Dayton, Saetta, Seiberling, Road King, Gillette, Peerless, FireStop.
Oprócz opon Bridgestone produkuje: części samochodowe (koła gumowe, elementy tłumiące hałas, amortyzatory), przemysłowe wyroby gumowe (pasy transmisyjne, bębny gumowe, odbijacze portowe, pokrycia dachowe, izolacje), produkty chemiczne (pianki i materiały budowlane), artykuły sportowe (rowery, piłki i kije golfowe, piłki tenisowe, deski surfingowe, buty) (wyroby te stanowią około 20 procent sprzedaży przedsiębiorstwa).
Koncern posiada 59 fabryk ogumienia. Europejska centrala Bridgestone funkcjonuje od roku 1990, koordynując pracę 20 firm handlowych, 2 wyłącznych dystrybutorów, 8 fabryk oraz Centrum Technicznego w Rzymie i Europejskiego Toru Testowego.

## Historia
Historia firmy Bridgestone sięga lat 20. XX wieku, kiedy założyciel Shōjirō Ishibashi rozpoczął produkcję tradycyjnego japońskiego obuwia. W 1930 roku powstały pierwsze egzemplarze opon. Spółka rozpoczęła swoją działalność w 1931 roku jako Bridgestone Tire Co. Ltd.. W 1932 roku rozszerzono asortyment fabryki o piłeczki golfowe. W 1937 roku siedziba przedsiębiorstwa została przeniesiona do Tokio. Pod zmienioną nazwą Nippon Tire Co. Ltd. rozwijano produkcję różnego rodzaju wyrobów gumowych: pasów transmisyjnych i klinowych, węży gumowych, elementów tłumiących. Po II wojnie światowej Bridgestone rozpoczął produkcję opon do motocykli, jednakże największa część przychodów przedsiębiorstwa pochodziła ze sprzedaży opon głównie dla przedsiębiorstw motoryzacyjnych, takich jak Honda, Suzuki, Toyota i Yamaha.
W 1962 roku wprowadzono na rynek pierwszą japońską oponę radialną do samochodów ciężarowych i autobusów, a w 1964 roku do aut osobowych. Początkowo fabryki zlokalizowano w Kurumie, Jokohamie oraz Tokio.
W związku z globalnym wzrostem produkcji pojazdów rozpoczęto produkcję poza granicami Japonii. W 1965 roku powstała nowa fabryka w Malezji. Wdrożony w 1967 roku, zakrojony na szeroką skalę wewnętrzny program poprawy jakości ujednolicił standardy i zapewnił wysoką jakość produkcji we wszystkich fabrykach Bridgestone oraz podniósł ich wydajność. Powyższe działania zaowocowały przyznaniem Bridgestone prestiżowej nagrody „Deming Prize” w 1968 roku.
W 1972 roku powstało w Brukseli przedstawicielstwo Bridgestone na Europę. W 1976 roku zmarł założyciel firmy. Pod koniec lat 70. rozpoczęto produkcję felg aluminiowych. W 1982 roku zaprezentowano bezkolcową oponę zimową oraz rezultaty wieloletnich prac badawczych, m.in. rewolucyjną teorię optymalizacji kontroli toczenia oraz teorię kontroli naprężeń dla pojazdów ciężarowych i autobusów. W roku 1986 Porsche uznało wyczynowe opony Bridgestone RE71 za najlepsze dla fabrycznego wyposażenia limitowanej edycji modelu 959 – ówcześnie najszybszego samochodu produkowanego seryjnie.
W 1983 roku Bridgestone postanowił wejść na rynek międzynarodowy dzięki kupieniu pierwszej fabryki w USA w Tennessee, która była własnością Firestone Tire and Rubber Company oraz w 1988 roku Firestone. W 1989 roku powstało pierwsze biuro Firestone Europe Inc. choć zajmowało siedzibę tuż obok Bridgestone i dzieliło z nim wspólny budynek, obie firmy pozostały odrębnymi podmiotami.
W latach 90. doszło do połączenia Bridgestone i Firestone, które rozpoczęły działalność pod wspólnym szyldem Bridgestone/Firestone Inc. W 1994 roku oddział Bridgestone/Firestone Europe S.A. (BFE) z siedzibą w Brukseli stał się europejską siedzibą koncernu, przejmując odpowiedzialność za kontynentalne działania w zakresie logistyki, dystrybucji, sprzedaży i zakupów. W połowie 1998 roku europejski oddział przeniósł się do nowego biurowca w Zaventem. W roku 1996 jedną z trzech marek reprezentujących koncern Bridgestone stała się oficjalnie marka Dayton. Marka została przejęta w połowie XX wieku przez Firestone, a w skład koncernu została włączona w roku 1988.
W roku 1997 Bridgestone po raz pierwszy wziął udział w wyścigach Formuły 1. Podczas pierwszego sezonu Bolidy wyposażone w opony Bridgestone Potenza uzyskały cztery miejsca na podium. Sezon drugi przyniósł Bridgestone pierwszy tytuł mistrzowski. W lipcu 2002 Michael Schumacher po raz kolejny pomógł Bridgestone w zdobyciu pierwszego miejsca wśród konstruktorów F1, a dziś przedsiębiorstwo może się poszczycić już dziewięcioma tytułami Mistrzów Świata Kierowców i Konstruktorów Formuły 1 zdobytymi od roku 1997. W 2007 roku gdy konkurencyjny dostawca Michelin wycofał się z Formuły 1, Bridgestone było jedynym dostawcą opon dla zespołów Formuły 1. Po 2010 roku Bridgestone wycofało się z Formuły 1. Podczas gdy Bridgestone świętował sukcesy w Formule 1, opony Firestone trimfowały w wyścigach NASCAR, a opony Dayton w niższych, ale nie mniej popularnych klasach wyścigów.
Przedsiębiorstwo Bridgestone jest właścicielem szerokiej sieci sklepów detalicznych, wliczając 2300 sklepów w Ameryce Północnej oraz 700 na terenie Japonii. Jest również reprezentowane przez dziesiątki tysięcy niezależnych przedsiębiorstw handlu detalicznego w ponad 150 krajach na całym świecie. Geograficzny podział sprzedaży wygląda następująco: 44 procent sprzedaży trafia do Ameryki Północnej oraz Południowej, 37 procent do Japonii, 11 procent do Europy, a pozostałe 8 procent do innych miejsc (Afryka, Azja, obszar Pacyfiku poza Japonią). Przedsiębiorstwo zajmuje się również produkcją wyrobów niezwiązanych z rynkiem oponiarskim, do których należą: części do pojazdów, w szczególności części tłumiące hałas oraz wibracje, takie jak łożyska silnikowe oraz amortyzatory pneumatyczne, produkty przemysłowe, takie jak pianka poliuretanowa, taśmy przenośnika oraz gąsienice wykonane z gumy do ciągników gąsienicowych, materiały konstrukcyjne oraz wyroby dla inżynierii lądowej i wodnej, produkty sportowe – piłki golfowe i kije golfowe, piłki tenisowe wraz z rakietami i rowery.
Bridgestone dostarcza opony takim koncernom jak m.in.: Audi, BMW, Citroen, Ford, Honda, Lexus, Maserati, Mazda, Mercedes-Benz, Mini, Opel, SEAT, Skoda Auto, Suzuki, Peugeot, Toyota, Volkswagen, Porsche.

### Działalność w Polsce
W 2018 koncern posiadał w Polsce cztery fabryki: w Poznaniu i Stargardzie (opony do samochodów) oraz w Żarowie i Wolsztynie (produkcja wyrobów gumowych). Posiada również centrum usług wspólnych oraz spółkę zajmującą się sprzedażą.

## Dostawca opon doFormuły 1w sezonach 2006–2010
| Sezon | Nazwa opon          | Oznakowanie                | Rodzaj Opon         | Kolor                                          |
| ----- | ------------------- | -------------------------- | ------------------- | ---------------------------------------------- |
| 2006  | Bridgestone Potenza | biały paseczek na oponie   | Rowkowane (bieżnik) | biały – miękka mieszanka, bez paska – twarda   |
| 2007  | Bridgestone Potenza | biały paseczek na oponie   | Rowkowane (bieżnik) | biały – miękka mieszanka, bez paska – twarda   |
| 2008  | Bridgestone Potenza | biały paseczek na oponie   | Rowkowane (bieżnik) | biały – miękka mieszanka, bez paska – twarda   |
| 2009  | Bridgestone Potenza | zielony paseczek na oponie | Slick (gładkie)     | zielony – miękka mieszanka, bez paska – twarda |
| 2010  | Bridgestone Potenza | zielony paseczek na oponie | Slick (gładkie)     | zielony – miękka mieszanka, bez paska – twarda |